# Дан Хибики
Дан Хибики (яп. 火引 弾 Хибики Дан) — вымышленный герой из серии файтинговых видеоигр Street Fighter японской компании Capcom. Впервые появившийся в игре Street Fighter Alpha в качестве секретного персонажа, он был задуман как пародия на Рё Сакадзаки и Роберта Гарсию — главных героев серии Art of Fighting, созданной соперничавшей с Capcom компанией SNK, что соответственно было отражено в образе персонажа. Дан неизменно изображается как высокомерный, самонадеянный, но слабохарактерный персонаж во многих играх; несмотря на это, он стал популярным персонажем среди фанатов из-за характерного юмора, манер и специфических техник.

## Концепция персонажа
Вскоре после выхода Street Fighter II соперничавшая с Capcom компания SNK выпустила свой собственный проект — Art of Fighting. Главный герой этой игры — Рё Сакадзаки — имел явное сходство в части образа как с Рю — наличие характерной каратеги оранжевого цвета, так и с Кеном — светлые волосы. В знак «отместки» главный дизайнер SFII Акира Ясуда нарисовал Сагата, держащего за голову поверженного соперника. Последний был изображен также, как и Рё — с оранжевыми каратеги поверх чёрной футболки и гэта, но имел длинные собранные в хвост тёмные волосы — черта внешности Роберта Гарсии — другого персонажа из Art of Fighting. Впоследствии этот дизайн стал основой образа Дана, введённого в Street Fighter Alpha в качестве секретного персонажа; в Street Fighter Alpha 2 Дан стал постоянным играбельным персонажем.
При разработке Street Fighter IV продюсер Ёсинори Оно указывал Дана в числе персонажей, которых он хотел бы видеть в игре; несмотря на образ «шуточного» героя, Дан, как считает Оно, может оказаться очень техничным бойцом, способным привнести в игру нечто новое. В более позднем интервью для GameTrailers Оно изъявлял своё желание включить Дана в свете появления будущих персонажей вроде Сакуры.

## Появления в играх
Впервые Дан появляется в Street Fighter Alpha и Street Fighter Alpha 2 как боец-самоучка, разработавший стиль под названием сайкё-рю — «стиль сильнейших», несмотря на явный недостаток практики. Главной цель Дана во время действия этих двух игр — отомстить за гибель отца от рук Сагата, одержав победу над последним. Ко времени событий Street Fighter Alpha 3 Дан преуспел в этом деле и теперь пытается усовершенствовать и разрекламировать свой стиль; становится известно о его дружбе с Бланкой.